# 弗拉基米爾·阿爾比茨基
| 參見§ 發現的小行星列表 |

弗拉基米爾·亞歷山德羅維奇·阿爾比茨基（俄語：Владимир Александрович Альбицкий，羅馬化：Vladimir Aleksandrovich Albitzky，1891年6月16日—1952年6月15日）是一名蘇聯天文學家。在現代英語音譯中，他的姓氏應為「Al'bitskii」或「Al'bitsky」。在文獻中，他有時被稱為「W. A. Albizkij」，然而他的姓氏在文獻中通常被稱為「Albitzky」。他發現的小行星被記為「V. Albitskij」。
他於1922年來到克里米亞的錫梅伊茲天文台，與格里戈里·沙因和格利果利·N·諾伊明一起工作，並於1934年成為該天文台的主管。小行星中心認定他在 1923年至1925年間發現了10顆小行星。
諾伊明於1935年在錫梅伊茲天文台發現的小行星1783以他的名字命名。

## 發現的小行星列表
| 1002 Olbersia  | 1923年8月15日 | 列表 |
| 1007 Pawlowia  | 1923年10月5日 | 列表 |
| 1022 Olympiada | 1924年6月23日 | 列表 |
| 1028 Lydina    | 1923年11月6日 | 列表 |
| 1030 Vitja     | 1924年5月25日 | 列表 |

| 1034 Mozartia    | 1924年9月7日  | 列表 |
| 1059 Mussorgskia | 1925年7月19日 | 列表 |
| 1071 Brita       | 1924年3月3日  | 列表 |
| 1283 Komsomolia  | 1925年9月25日 | 列表 |
| 1330 Spiridonia  | 1925年2月17日 | 列表 |

## 外部連結
- A group of Russian astronomers in 1920. On the left- V.A. Albitzky
- V.A. Albitzky